# Elatostema platycarpum
Elatostema platycarpum är en nässelväxtart som beskrevs av Perry. Elatostema platycarpum ingår i släktet Elatostema och familjen nässelväxter. Inga underarter finns listade i Catalogue of Life.